# Digoin
Digoin [diˈɡwɛ̃] è un comune francese di 8 729 abitanti situato nel dipartimento della Saona e Loira nella regione della Borgogna-Franca Contea.

## Società

### Evoluzione demografica
Abitanti censiti